# Линия Шпайера

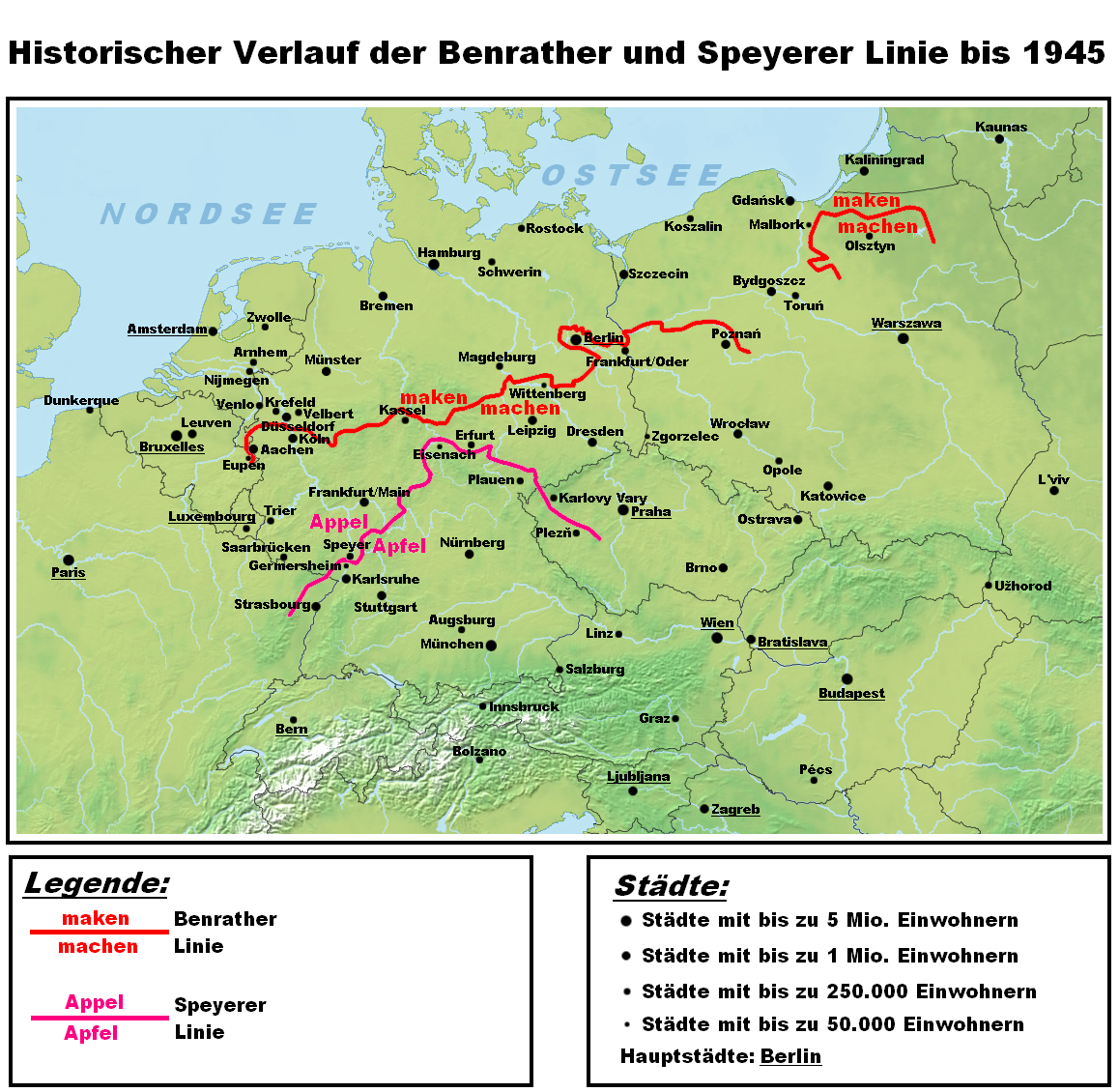
Линия Шпайера (показана на карте розовым цветом)

В германистике линией Шпайера (нем. Speyerer Linie) называется изоглосса, делящая западногерманский диалектный континуум. Её также называют линией appel/apfel и обычно рассматривают в качестве южной границы средненемецкой диалектной области, ограниченной на севере линией Бенрата. Диалекты южнее линии Шпайера относятся к южнонемецким (верхненемецким), а именно происходит сдвиг согласных со сменой звучания Appel на Apfel в большей степени, чем в диалектах к северу от неё. В полной мере и последовательно это изменение происходит только на южном краю немецкого языка в верхнеаллеманском и тирольском диалектах.
Так как линия Шпайера несколько раз пересекает реку Майн возле городов Фаульбах, Фройденберг и Гросхойбах, то её также называют майнской линией (нем. Main-Linie).